# قاي إيرل
قاي إيرل (24 أغسطس 1891 في المملكة المتحدة - 30 ديسمبر 1966 في المملكة المتحدة) (بالإنجليزية: Guy Earle)‏ هو لاعب كريكت بريطاني (وحمل سابقاً جنسية المملكة المتحدة لبريطانيا العظمى وأيرلندا). لعب مع نادي مقاطعة سري للكريكت ‏ ونادي مقاطعة سومرست للكريكت ‏.